# Pedro Fajardo de Requesens-Zúñiga y Pimentel

Escut del marquesat de los Vélez

Pedro Fajardo de Requesens-Zúñiga y Pimentel   (Mula, 1602 - Palerm, 1647) fou un noble i militar castellà, cinquè marquès de los Vélez, i gran d'Espanya

## Biografia
Era fill de Luis Fajardo y de Requesens-Zúñiga (1576-1631), quart marquès de los Vélez, i besnet de Lluís de Requesens i Zúñiga. Casat en primeres noces amb Ana Girón Enríquez de Ribera, amb qui tingué un fill: Luis Francisco Fajardo, primer marquès de Martorell (nat el 1637 i mort jove). En segones noces, es va casar amb María Engracia de Toledo i Portugal, després de restar viuda nodrissa del rei, que morí el 1696 i amb qui tingué 4 fills:
- Pedro Fajardo, carmelita descalç.
- Fernando Joaquín, sisè marquès de los Vélez.
- José Fajardo, comendador de Castellanos (Palerm, 1647 - Embarcat, guerrejant contra els turcs, 1670).
- María Teresa, setena marquesa de los Vélez.

Fou el quart marquès de Molina; senyor de Mula, Lebrilla, Alhama, Benitaglar, Castellvell de Rosanes, Sant Andreu i Molins de Rei; adelantado mayor i capità general del regne de Múrcia; alcaide de Lorca; virrei d'Aragó, Navarra, Catalunya (durant la Guerra dels Segadors) i Sicília; ambaixador a Roma; president del Consell d'Indies, i administrador con goce de frutos de la encomienda del Moral. Fou virrei de València entre el 1631 i el 1635, quan va ser nomenat lloctinent d'Aragó, fins al 1638.
El 1640, Gaspar de Guzmán y Pimentel (el comte-duc Olivares) el nomenà virrei de Catalunya i cap de l'exèrcit de Felip IV de Castella. El 1641, Fajardo va envair Catalunya. S'iniciava la Guerra dels Segadors o Guerra de Separació de Catalunya. El Govern català, encapçalat pel President de la Generalitat Pau Claris, va pactar amb la monarquia francesa suport militar i polític. L'exèrcit castellà, amb nombroses tropes auxiliars d'altres nacions (portuguesos, italians, etc.), després d'avançar amb èxit de Tortosa a Tarragona i reprimir amb actes de terrorisme la resistència que trobava, va vèncer a la batalla de Martorell. Finalment, va ser derrotat, en l'intent d'assetjar Barcelona, a la batalla de Montjuïc, el 26 de gener del 1641, i es va haver de retirar a Tarragona, on fou assetjat durant mesos. A causa de la derrota a la batalla de Montjuïc el rei va destituir el marquès de los Vélez i va nomenar, com a nou virrei de Catalunya, Federico Colonna.
Enviat d'ambaixador a Roma, el 1644 Fajardo fou nomenat virrei de Sicília, on hagué de reprimir la revolta de Giuseppe d'Alessi el 1647.